# Fritz Haarmann
Friedrich Heinrich Karl "Fritz" Haarmann (25 tháng 10 năm 1879 – 15 tháng 4 năm 1925), còn được gọi là Gã đồ tể Hanover, Người sói hay Ma cà rồng Hanover, là kẻ sát nhân hàng loạt người Đức. Trong khoảng thời gian từ 1918 đến 1924, y đã sát hại ít nhất 24 bé trai và thanh niên trẻ tuổi tại thành phố Hanover, ngoài ra còn thực hiện các hành vi hiếp dâm, tra tấn, chặt xác và ái tử thi.
Haarman bị kết án tử hình với tội danh giết người hàng loạt và y án chặt đầu vào tháng 12 năm 1924. Sau đó theo quy định của pháp luật Đức, phán quyết bị hoãn do vi phạm nguyên tắc quyền công dân. Hắn bị hành quyết vào tháng 4 năm 1925.
Tên gọi "Gã đồ tể Hanover" được đặt theo hành vi tra tấn và chặt xác nạn nhân của Haarman. Trong khi tên gọi "Người sói" và "Ma cà rồng Hanover" được đặt theo sở thích nhai cổ họng nạn nhân của hắn.